# Compagnies Z
Les compagnies Z sont des unités de combats de l'Armée française durant la Première Guerre mondiale spécialisées dans les attaques aux gaz ou les assauts aux lance-flammes. 

## Genèse
Dès le début de l'année 1915, l’état-major français pose les bases d'unités spécialisées dans les techniques de combats spéciales. Le 29 avril 1915, le haut quartier général formule par demande officielle au Ministre de la Guerre « l'autorisation de constituer des groupes spéciaux destinés à la mise en œuvre des appareils de série Z ». Il s'agit d'unités capables de mener des opérations maniant les gaz de combat.

## Structuration et mise en place
C'est au 1er régiment du génie que fut confiée la mission de mettre en place et former ces toutes nouvelles unités spéciales, auréolées volontairement de mystère comme l'indique leur dénomination de compagnies « Z ».
Les unités étaient formées à Satory près de Versailles. Ces troupes d'élite étaient constituées de volontaires savamment choisis et encadrées par des sapeurs-pompiers de Paris, recrutés pour leur savoir-faire face aux risques.
Les compagnies Z s'entraînèrent à manipuler des bouteilles de chlore en vue de vagues gazeuses. À la fin de l'année 1915, les officiers du génie approuvent les tests menés par les chimistes et du phosgène est ajouté au chlore pour plus d'efficacité.
En 1915, deux compagnies (31 et 32) furent créées et rattachées au 22e bataillon du génie. Puis en 1916, alors que l'usage des unités ne cessait de s'intensifier, trois bataillons furent finalement mis en place : les 31e, 32e et 33e bataillons du génie.

## Les premières attaques et modus operandi

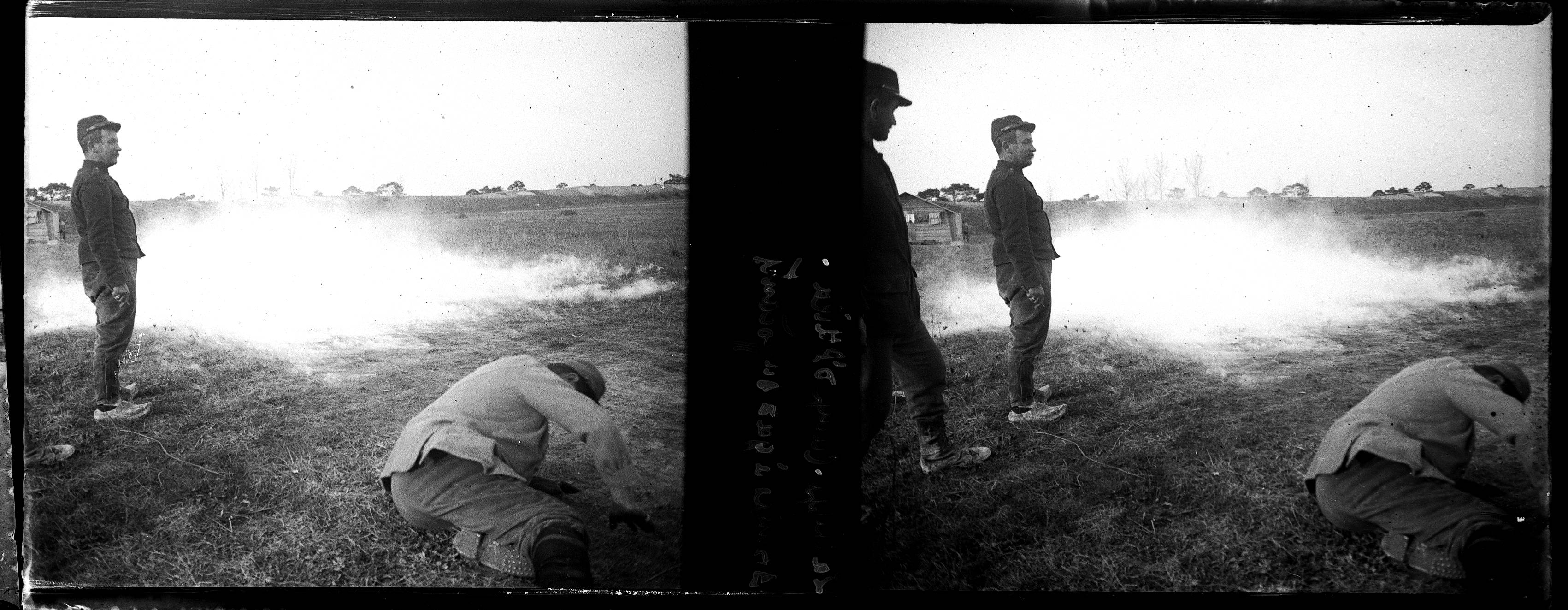
Essais non concluant des obus à gaz dans le camp de la Cheppe en 1915.

Les compagnies Z mirent en place un mode opératoire différent de celui des troupes allemandes : les bouteilles chargées de gaz toxique étaient enfouies dans des caches souterraines. Ainsi l'ennemi ne pouvait les voir et l'artillerie difficilement les détruire.
Après plusieurs tentatives infructueuses fin 1915, l'armée française abandonne les obus aux gaz et fixe pour objectif les bouteilles au chlore. La première attaque française aux gaz fut réalisée le 14 février 1916 à une quinzaine de kilomètres au nord de Reims, le long de la Loivre, où le front est figé. Celle-ci se révélera peu déterminante car plusieurs sapeurs seront intoxiqués.

## Une utilisation massive et diversifiée

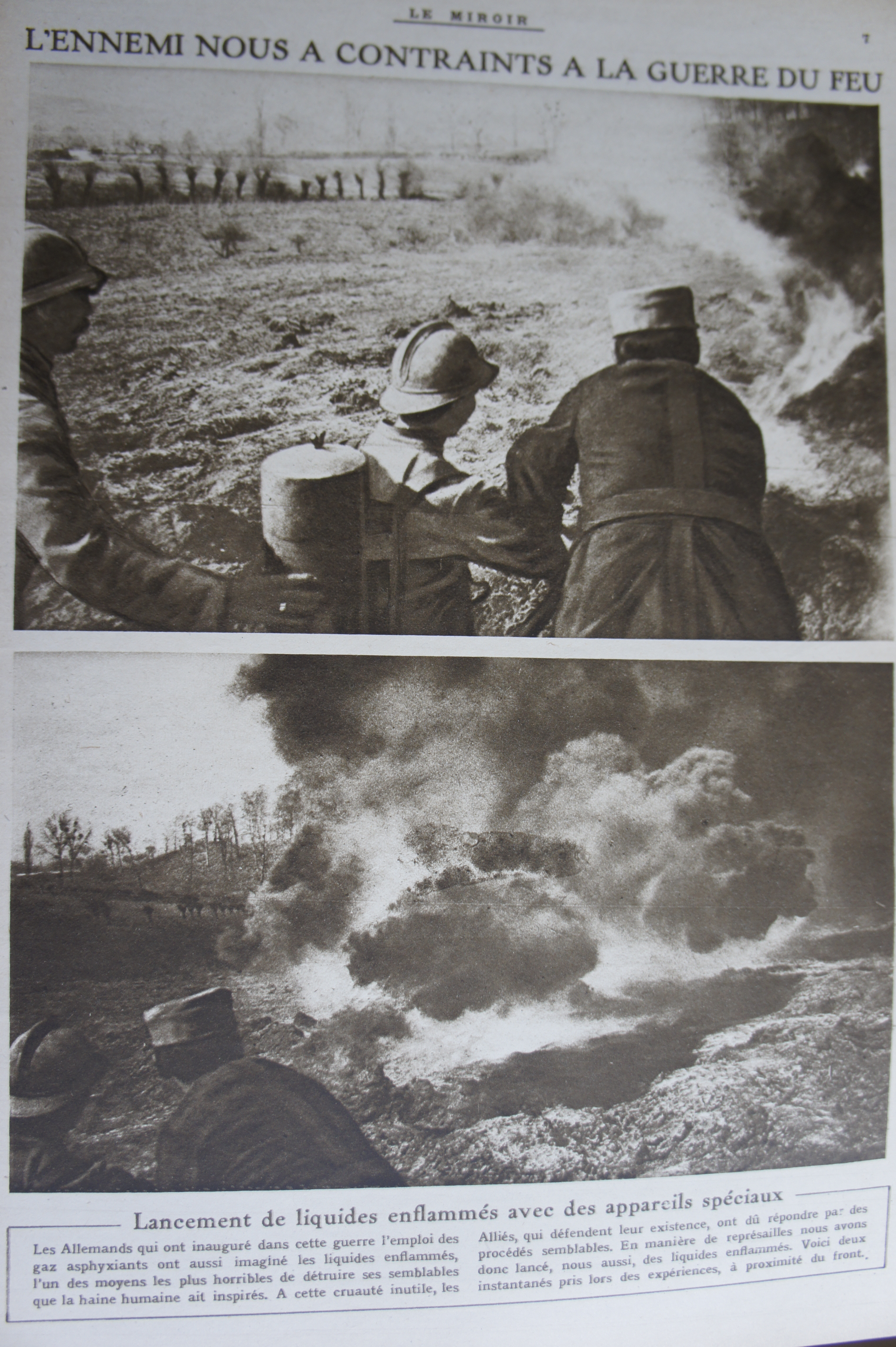
Usage d'un lance flamme de type Schilt par un soldat des compagnie Z à l'été 1917

Un an plus tard, les compagnies Z continuent de se perfectionner, de mener des actions décisives et d'utiliser du matériel de plus en plus performant et meurtrier : 
- les lance-flammes de type Schilt, développés par le capitaine ingénieur Victor Schilt (et employés par les compagnies spéciales Schilt) qui seront utilisés durant les terribles combats dans les creutes de la caverne du Dragon dans l'Aisne, pour en chasser les allemands qui y sont terrés ;
- du matériel d'émission léger qui sera testé dans les Vosges le 3 juin 1916 au Violu (où durant l'une de ces attaques aux gaz, les sapeurs seront eux-mêmes intoxiqués et 79 sapeurs y succomberont).

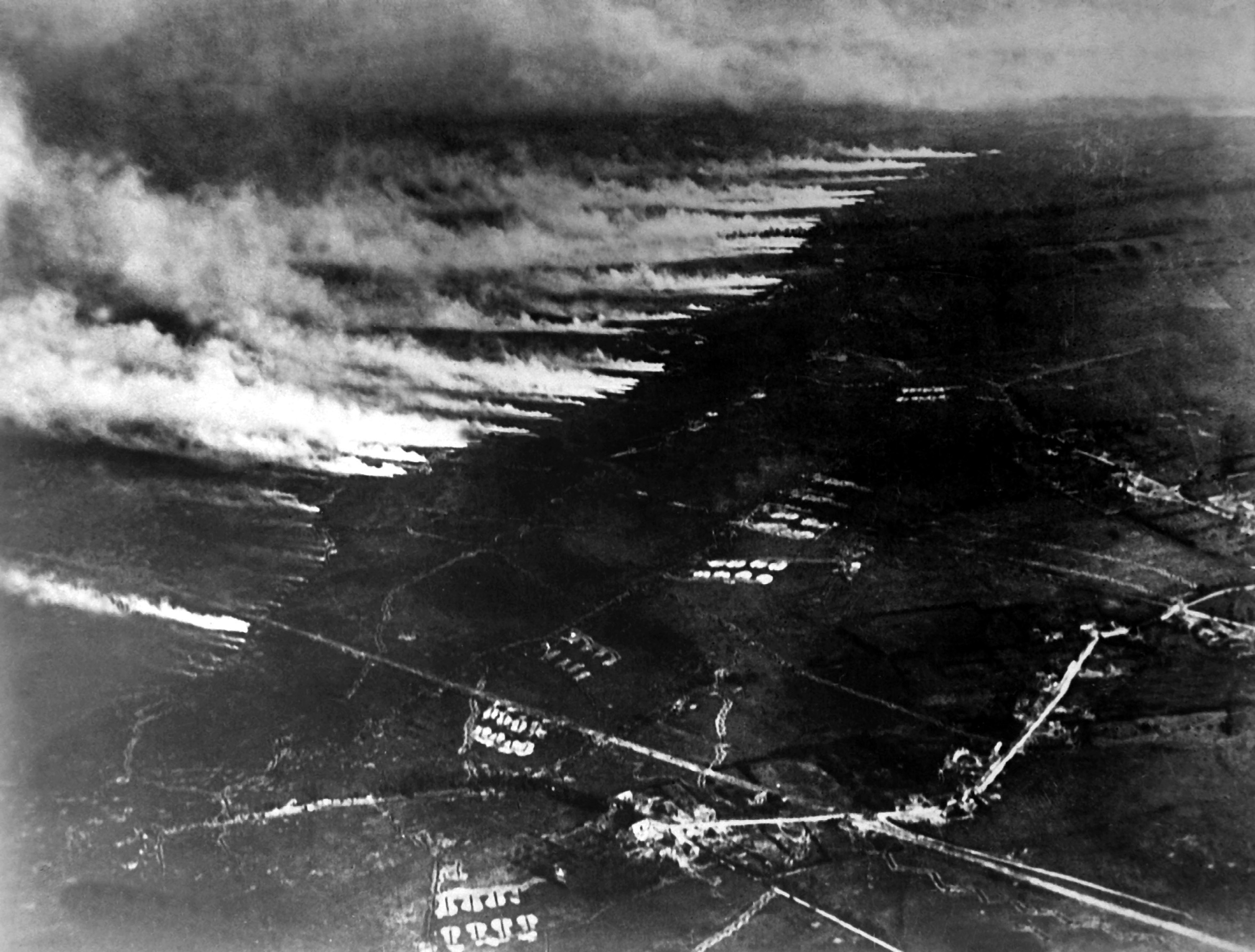
Attaque par vague gazeuse dans le nord de la France.

En général, on retrouvera toujours le même élément déclencheur : les généraux présents sur des fronts stabilisés et désireux d'exercer une pression sur l'adversaire, voire de percer le front, font appel aux compagnies Z. Arrivant sur site, les sapeurs réalisent des travaux préparatoires et installent des stations météorologiques. Une fois sûrs d'eux, les sapeurs des compagnies Z lancent les opérations en toute autonomie en informant le GQG des heures précises des vagues gazeuses afin de permettre aux unités avoisinantes de lancer l'assaut a posteriori. Les opérations seront diverses et multiples jusqu'à la fin de la guerre.